# Zbiornik kwarantannowy
Zbiornik kwarantannowy − pomocnicze akwarium do okresowej izolacji (kwarantanny) ryb, ślimaków i roślin akwariowych.  Przed wprowadzeniem nowych organizmów do akwarium głównego zalecaną czynnością jest przeprowadzenie odosobnienia w celu zmniejszenia ryzyka przeniesienia chorób do akwarium docelowego.
Akwarium kwarantannowe pełni również rolę izolowanego zbiornika w celach leczniczych. W takim zbiorniku należy zapewnić jak najlepsze warunki życiowe. Zbiornik powinien być wyposażony w urządzenie napowietrzające, grzałkę i filtr, bez żwiru.
Każdorazowo po zakończeniu kwarantanny zbiornik (akwarium) kwarantannowy musi być odkażony.